# Wilhelm Teubert
Wilhelm Teubert (* 1885 in Magdeburg; † Oktober 1944) war ein deutscher Schiffbauingenieur, Betonschiff-Bauer und Erbauer des ersten deutschen Windkraftrades.

## Leben und Wirken
Wilhelm Teubert promovierte 1918 an der Technischen Hochschule Dresden und lebte ab 1919 mit seiner Familie in Minden, wo er das neu gegründete Maschinenbauamt Minden leitete. Die Behörde war unter anderem zuständig für das staatliche Schleppermonopol auf dem Mittellandkanal, auf dem zu dieser Zeit noch die Schleppschifffahrt mit Schleppkähnen vorherrschte.
1920 verfasste er das Standardwerk „Der Flussschiffbau“ und sprach sich aufgrund des Stahlmangels nach dem Ersten Weltkrieg für die Einführung des Verbundbaus im Schiffbau aus. Im Ergebnis dieser Überlegungen baute Teubert in den 19020er Jahren mit der Mindener Eisenbetonwerft Aktiengesellschaft (Mewag) zusammen das Schiff K 5 als das bis dahin größtes Eisenbetonschiff. Die Werft war nach dem Ersten Weltkrieg gegründet worden, um  Betonschiffe in Serie herzustellen. Die K 5 war ein 820-Tonnen-Schleppkahn von 67 Meter Länge und 8,5 Meter Breite, den das Schleppamt Minden in Auftrag gegeben hatte. Am 3. August 1921 wurde das Schiff zu Wasser gelassen. Es unternahm zwei Fahrten auf dem Mittellandkanal, um Kohle aus dem Ruhrgebiet zu transportieren. Bereits beim Bunkern der Kohle bekam das Schiff Löcher und Risse. Im Winter 1921/22 zerstörten Eisschollen auf dem Dortmund-Ems-Kanal die Bordwand, so dass das Schiff sank. Nachdem ein weiteres von der MEWAG gebautes Betonschiff bei der ersten Fahrt an einer Schleusenwand in Minden beschädigt wurde, urteilte das Schleppamt Hannover 1922, dass Eisenbetonkähne nicht betriebssicher seien. Später ging Teubert nach Mannheim, wo er 1926 mit dem Ingenieur und späteren NS-Wirtschaftsideologen Franz Lawaczeck ein Patent anmeldete. 1930 ging Teubert nach Berlin. Dort reichte er 14 Patente zur Nutzung der
Windkraft ein.
Wilhelm Teubert war ein Anhänger des Nationalsozialismus. Am 1. Mai 1933 trat  er in die NSDAP ein. Nachdem er dem Reichsminister Hermann Göring seine Windkraftpläne vortragen hatte, konnte Teubert 1937 in Düsseldorf eine Windenergieanlage mit fünf Kilowatt Leistung aufbauen. Sie gilt als das erste deutsche Windrad mit drehbaren Flügeln. Die Anlage hielt nur etwa drei Monate. Ein  Windkraftprojekt von Teubert mit der Gutehoffnungshütte in Oberhausen scheiterte nach einigen Jahren. Kurz nachdem sein Sohn an der Ostfront gefallen war, verstarb Teubert 1944 im Alter von 59 Jahren; laut einem Nachruf an einem Nervenleiden.

## Werke
- Vorteile und Grenzen der Verwendung von Schraubenschleppdampfern auf freien Strömen, Berlin, 1917 (Dissertation)
- Der Eisenbetonschiffbau beim Wiederaufbau unserer Handelsflotte , Berlin, 1920
- Der Flußschiffbau, Leipzig, 1920
- Luzon und Ceylon, Kurz-Dokumentarfilm, 1927[2]
- Die Welt im Querschnitt des Verkehrs, Berlin, 1928